# 葛树芹
葛树芹（1966年4月—），河南汤阴人，汉族，中国共产党党员。中华人民共和国政治人物、第十三届全国人民代表大会河南省代表。

## 生平
2018年，葛树芹被选为河南省出席第十三届全国人民代表大会代表。